# 拉加爾德
拉加尔德（法語：La Garde，法語發音：[la ɡaʁd]），法国东南部城市，普罗旺斯-阿尔卑斯-蓝色海岸大区瓦尔省的一个市镇，隶属于土伦区，其市镇面积为15.54平方公里，2022年1月1日时人口数量为26,316人，在法国城市中排名第351位。
拉加尔德位于瓦尔省西南部，省会土伦市区以东，是土伦重要的科教和居民区，境内有大型工业和商业区。

## 地名来源

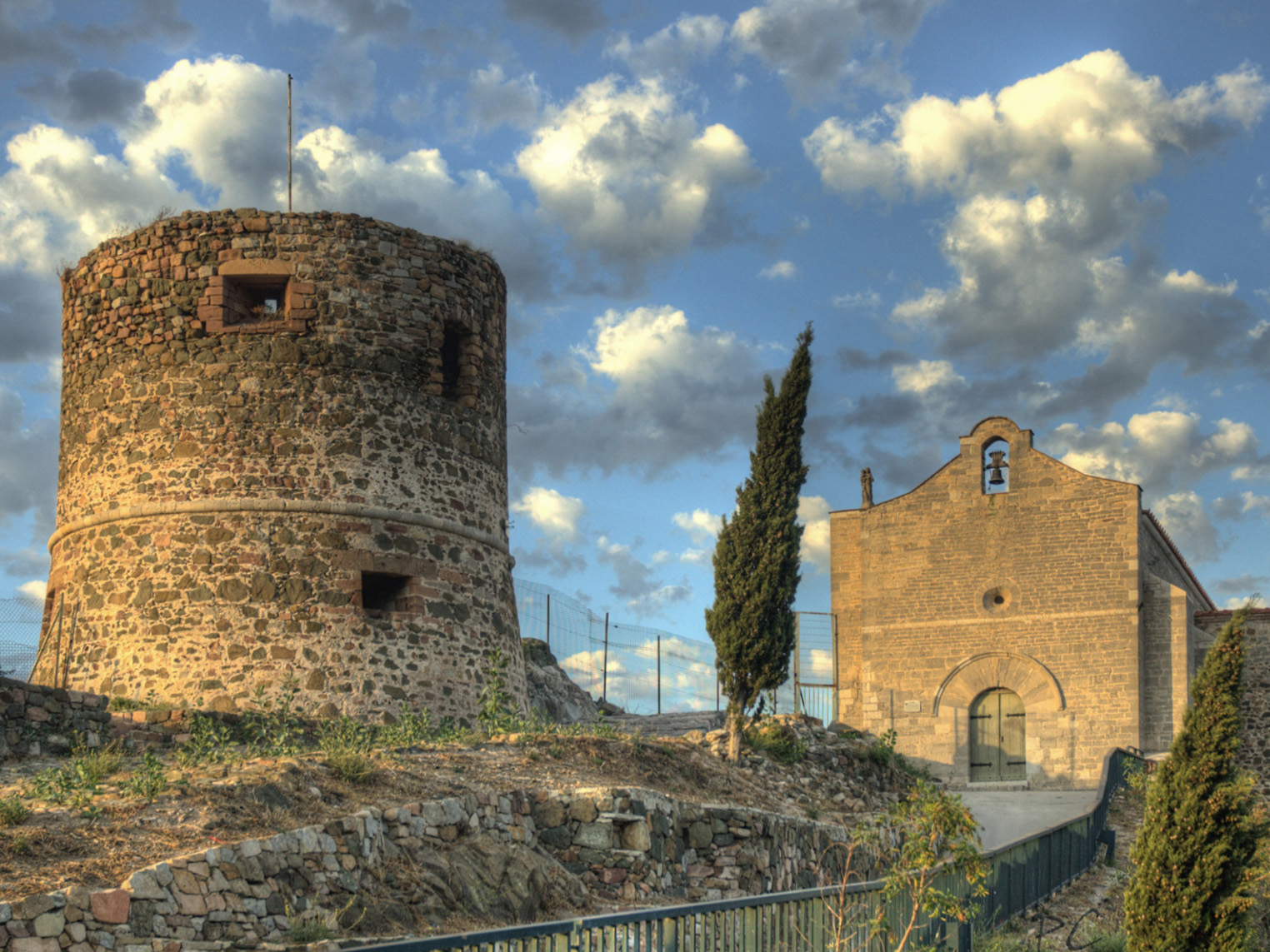
拉加尔德境内的罗马建筑遗址

“拉加尔德”一名来源于当地中世纪时的一处供瞭望的岩石。

## 历史
拉加尔德最初于1056年被记载。13世纪时土伦主教在此建有一处城堡，15世纪时成为卡斯特拉讷领主的一处宅邸，1787年被萨伏伊军队占领。法国大革命后，拉加尔德成为瓦尔省的一个市镇。18世纪初，土伦的官员曾叛变英军，此后为“惩罚”土伦，当地的一部分街区被划入拉加尔德的市镇范围。工业革命期间，途径此地的马赛－文蒂米利亚铁路建成通车。二战初期意大利军队曾占领此地，后被纳粹德军占领，直至1944年才得以解放。二战后，随着土伦的城市扩张，拉加尔德成为重要的科教和居民区，境内建有大学城和工业开发区。

## 地理

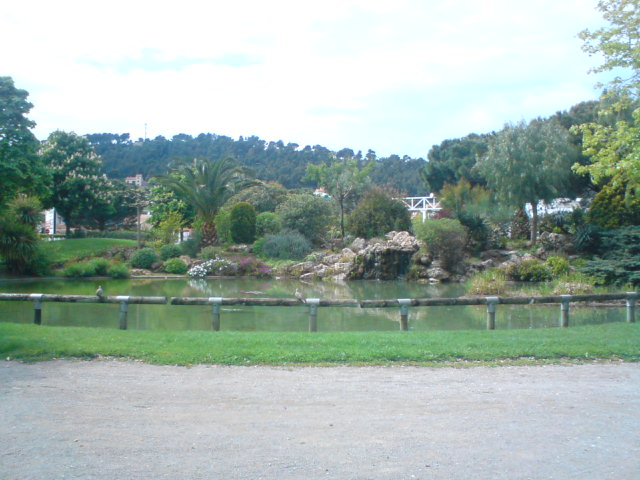
拉加尔德境内的一处花园

拉加尔德位于法国东南部，普罗旺斯-阿尔卑斯-蓝色海岸大区南部和瓦尔省西南部，距离省会土伦大约3公里。与拉加尔德接壤的市镇包括：卡尔凯拉讷、拉克罗、拉法莱德、勒普拉代、土伦、瓦尔省拉瓦莱特。

### 地形
拉加尔德位于蒙法龙山南麓，属于法国境内阿尔卑斯山的最南端部分，境内以丘陵为主，地势略有起伏，全境海拔在0到206米之间。

### 水文
埃古捷河自东北向西南流经市区最南部，该河独立入海。

### 植被
拉加尔德属于亚热带常绿硬叶林区，市区内的主要绿地公园包括埃吕安公园（Parc Elluin）、韦雷花园（Jardin Veyret）等，均常年免费向公众开放。此外市区东部有大片天然森林分布。

### 气候
拉加尔德在柯本气候分类法中属于地中海气候。

## 行政区划
拉加尔德是法国普罗旺斯-阿尔卑斯-蓝色海岸大区瓦尔省的一个市镇，编号为83062。拉加尔德隶属于土伦区和瓦尔省第三选区，管理拉加尔德县，同时也是土伦普罗旺斯地中海都会区的组成部分。
法国国家统计与经济研究所（简称）在进行数据统计时，将拉加尔德划入土伦城市核心区和土伦城市区。同时，还将拉加尔德市镇分为了10个“块区”（IRIS），以便于统计人口分布情况。

## 交通

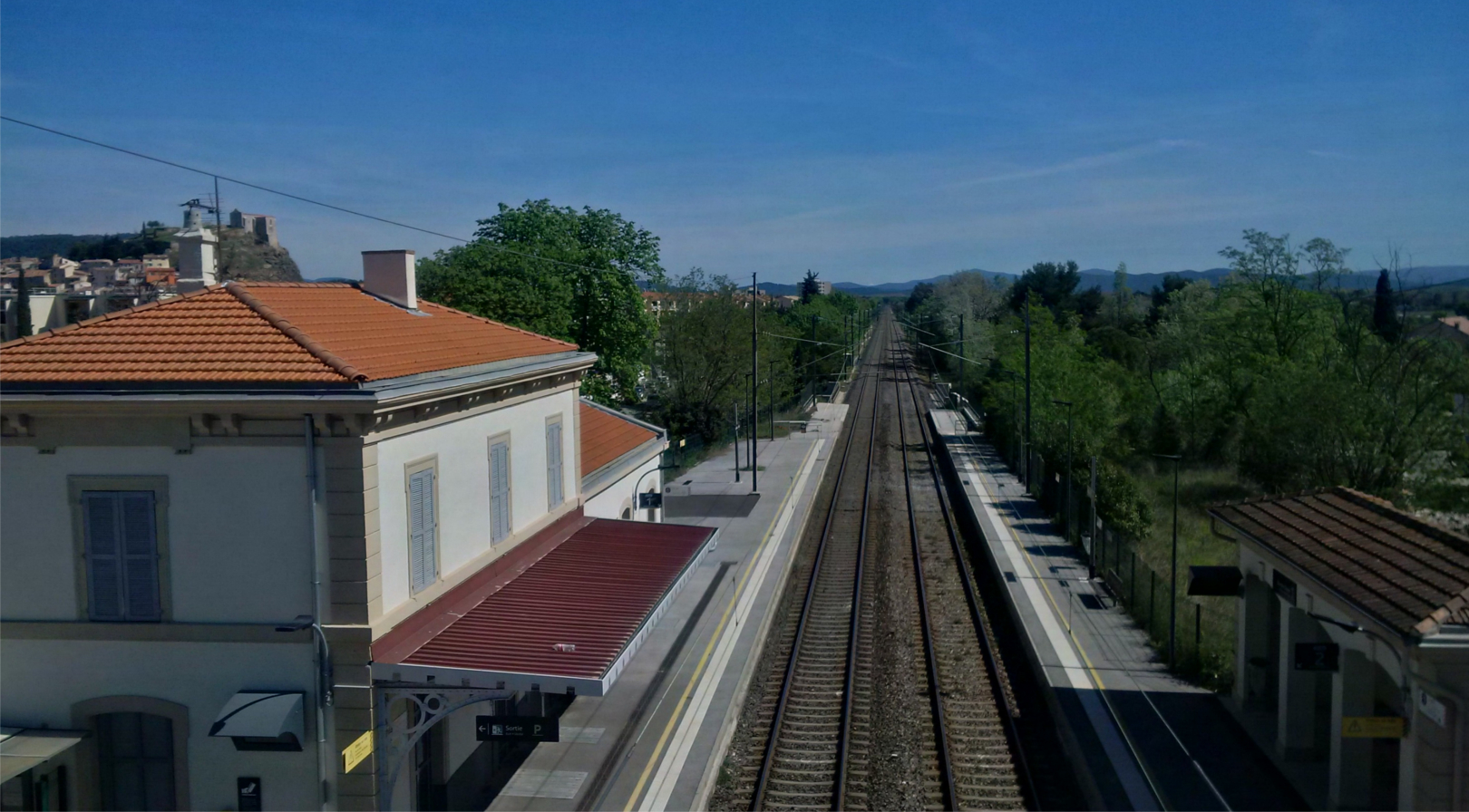
拉加尔德火车站

### 公路
法国A57和A570两条高速公路在拉加尔德境内交汇，此外多条瓦尔省省道经过拉加尔德境内。
2017年，77.3%的拉加尔德家庭拥有至少一辆的私人汽车。2018年，拉加尔德境内共发生各类交通事故35起，造成2人遇难，42人受伤。

### 铁路
马赛－文蒂米利亚铁路经过拉加尔德境内并设有两个车站：拉加尔德站和拉波利讷-耶尔站。均停靠往返于土伦和尼斯一线的区域列车。

### 航空
距离拉加尔德最近的民用航空站为土伦-耶尔机场，距离拉加尔德市中心的公路里程约11公里。

### 城市公共交通
拉加尔德是土伦城市公共交通（商业名称为）的服务范围，该线路网下属各类公交线路超过60条，覆盖了土伦市区的重要街道以及周边市镇。此外土伦开有海上轮渡巴士，连接周边的一些市镇。

## 政治

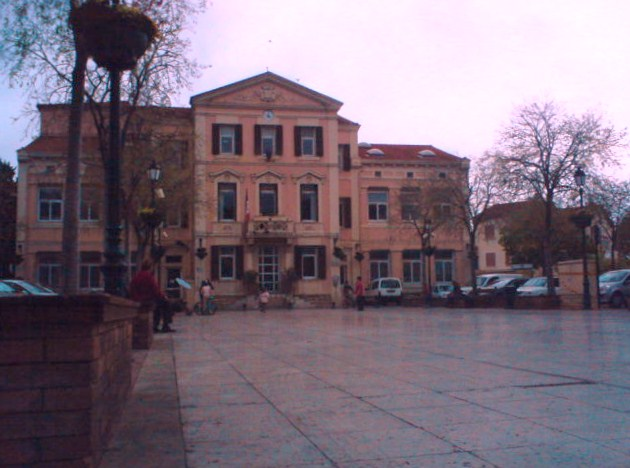
拉加尔德市政厅

拉加尔德的现任市长为让-路易·马松先生，他是共和党的一名成员，在2020年的市政选举中获得了49.71%的支持率。
在2017年的法国总统大选中，法国第25任总统埃马纽埃尔·马克龙在拉加尔德获得了52.22%的支持率。

## 人口
2017年，拉加尔德市镇人口数量为25,126，在法国排名第351位。其中男性11,762人，女性13,364人，75岁及以上人口占10.6%，外籍人口数量为6,339人，人口密度为1,617人/平方公里，当地居民被称为（男性）和（女性）。2018年，拉加尔德境内出生211人，死亡人口280人。
| 年份   | 1936  | 1946  | 1954  | 1962  | 1968  | 1975   | 1982   | 1990   | 1999   | 2006   | 2011   | 2016   | 2018   |
| ------ | ----- | ----- | ----- | ----- | ----- | ------ | ------ | ------ | ------ | ------ | ------ | ------ | ------ |
| 人口數 | 3,792 | 4,066 | 5,021 | 6,273 | 9,629 | 15,506 | 19,805 | 22,412 | 25,329 | 25,621 | 25,613 | 25,236 | 25,380 |

## 经济
拉加尔德是一个区域性的中心城市，当地共有各类用人单位4,569家，平均历史为16年，其中97.48%为中小型企业（PME）。 （五金销售）、（造船）及（电机制造）是当地2019年营业额最高的三个企业，分别为121,076,221欧元、66,218,833欧元和65,355,535欧元。

## 财政收入
2019年，拉加尔德的财政收入总额为38,400,300欧元，财政支出总额为38,241,700欧元，当年的债务总额为10,616,900欧元。
2015年，拉加尔德的人均月收入总额为2,293欧元，其中高级职员为4,051欧元，中级职员为2,464欧元，普通职员为1,805欧元。
2017年，拉加尔德境内的青壮年（15至64岁）失业率为14.7%，当地51.8%的家庭拥有纳税资格。

## 社会事务

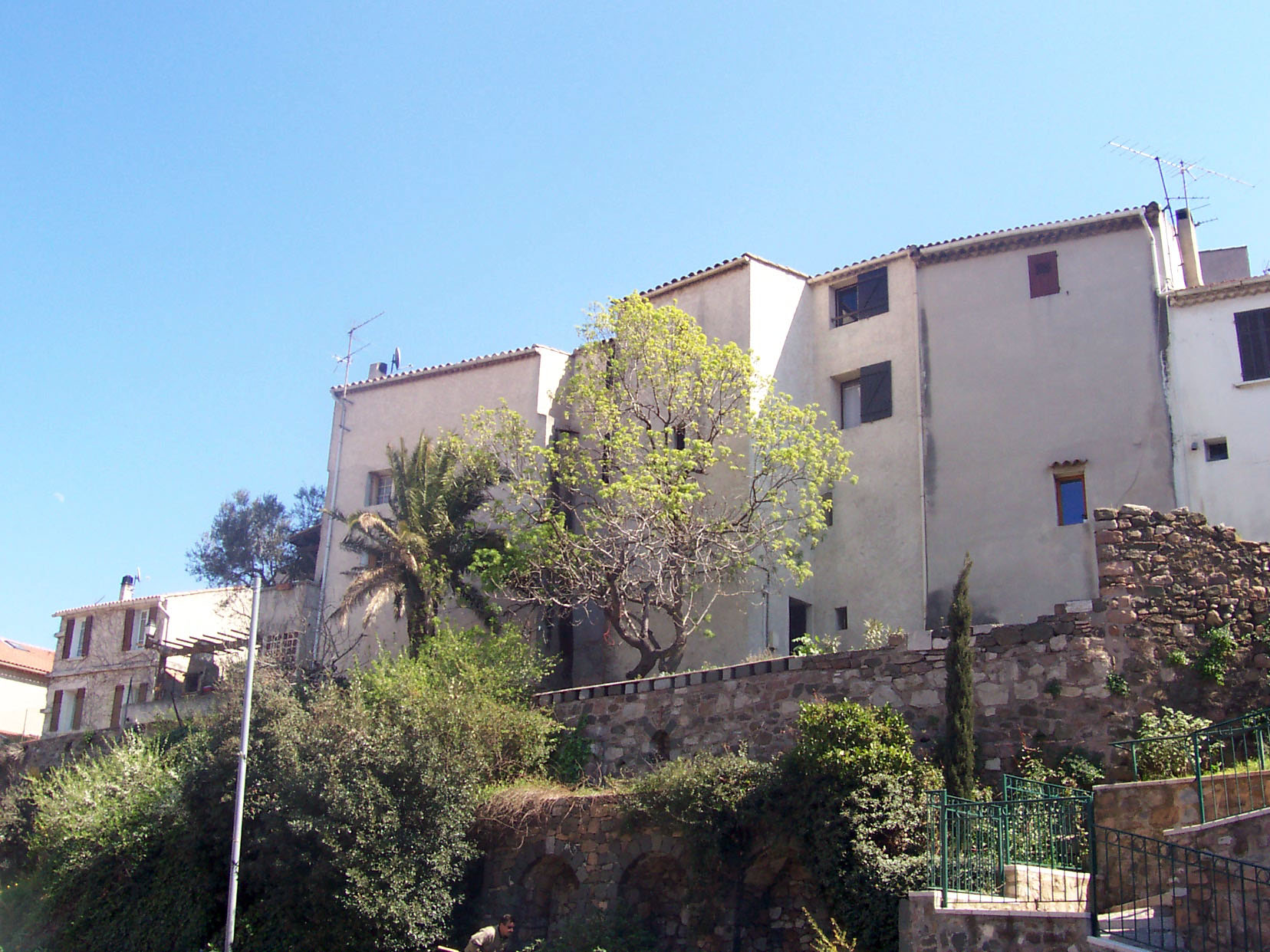
民居

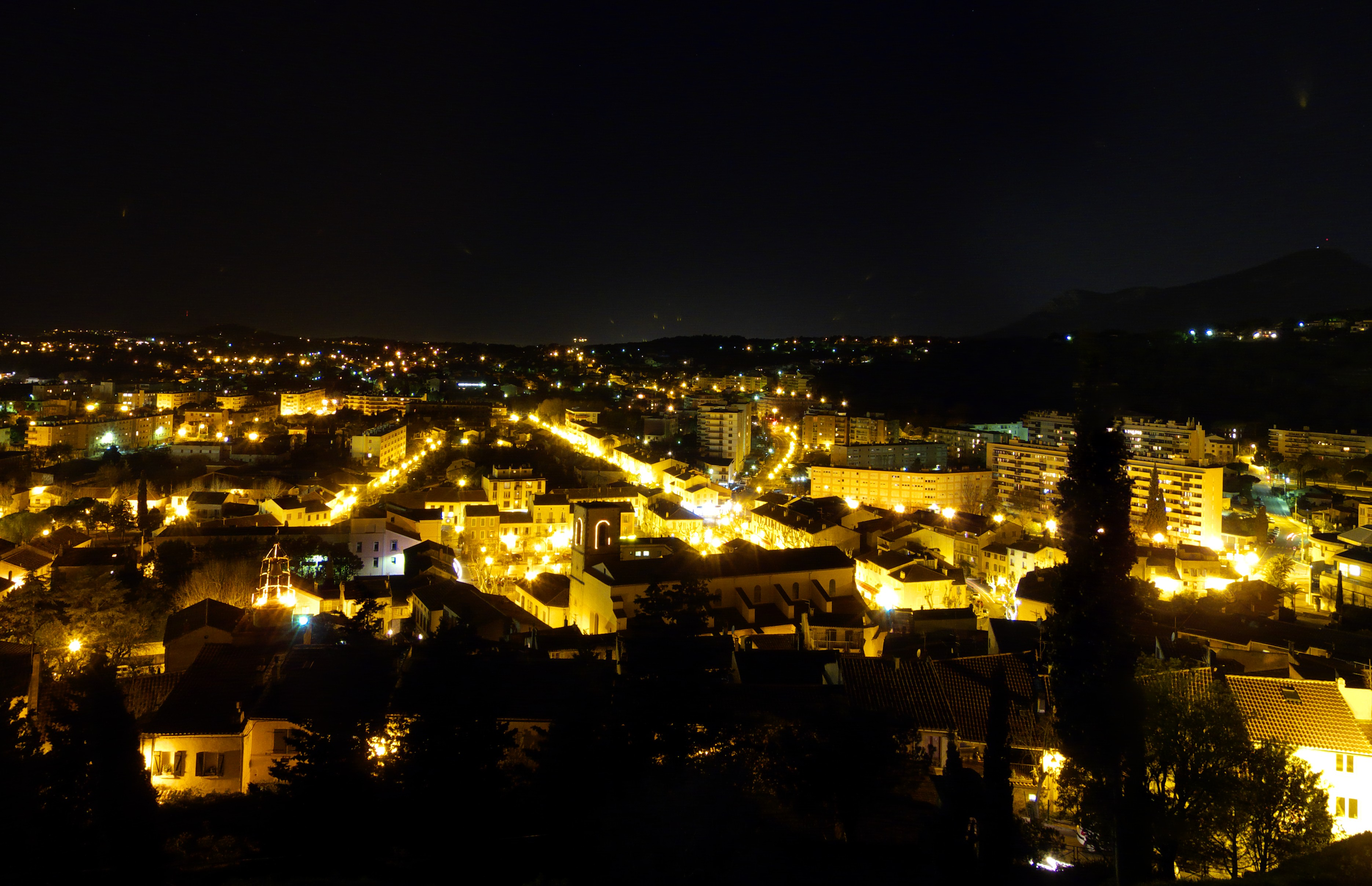
市区夜景

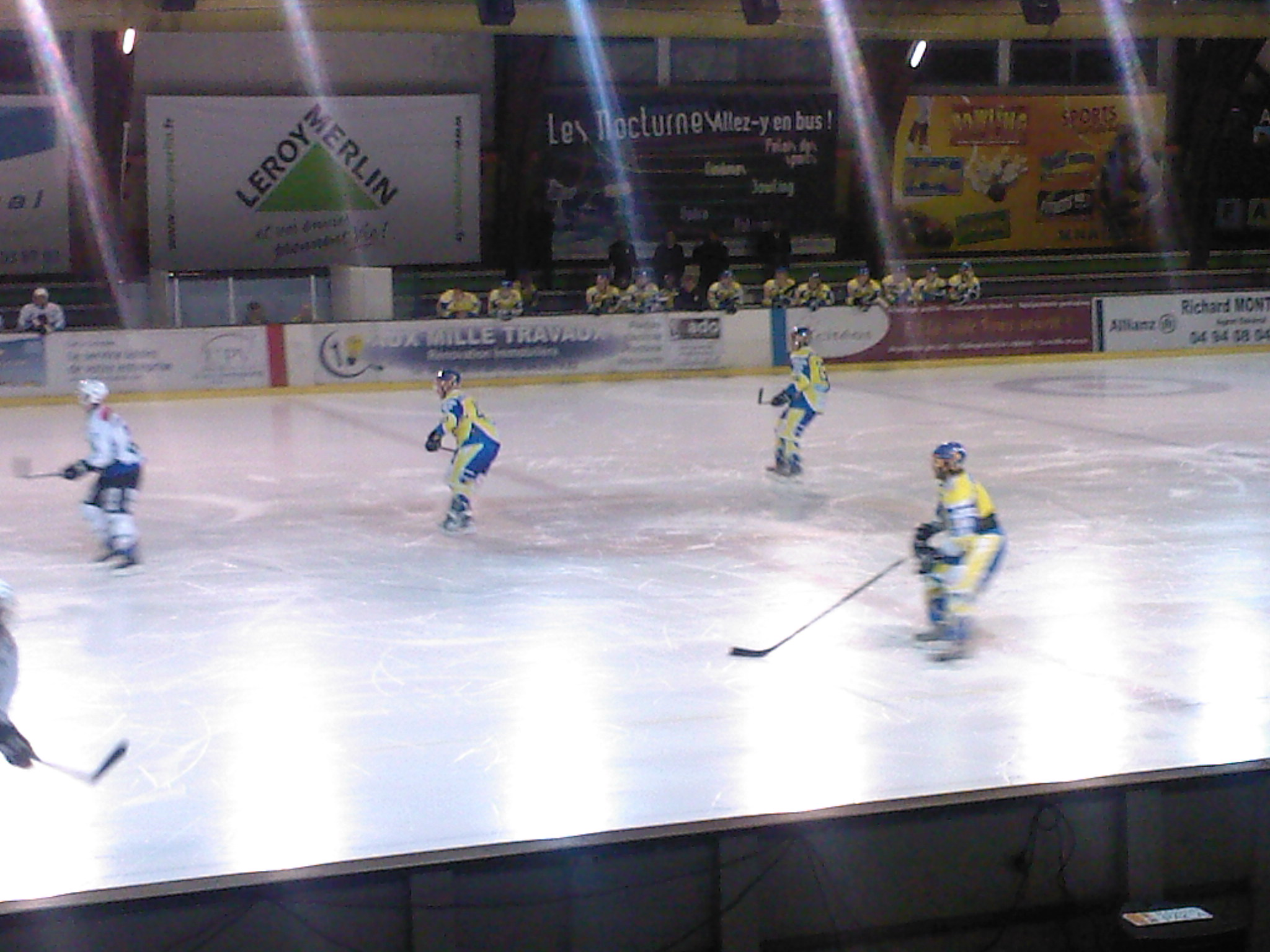
溜冰场

### 教育
拉加尔德属于尼斯学区。截止2019年1月1日，拉加尔德境内共有6所幼儿园、6所小学、1所初级中学和1所普通高中。2018至2019学年度，拉加尔德境内共有在校中等教育阶段学生2,240名。
在高等教育方面，土伦大学在拉加尔德境内设有一个校区。

### 医疗
截止2019年1月1日，拉加尔德境内共有全科医生21名、保健师40名、牙医9名、护士56名、眼科医生2名、助产士3名、儿科医生1名。境内共有药房13家、养老院6家、残疾人帮扶中心2家。
拉加尔德是“土伦中心医院”（Centre Hospitalier de Toulon）的服务范围，后者是法国的一个区域性医疗机构，在拉加尔德市区建有一个设有164个床位的病区，是当地规模最大的公立综合性医院。

### 住房
2017年，拉加尔德境内共有各类住房12,859套，其中33.9%为独立式居民区，64.6%为集中式居民区。常住房屋占拉加尔德市镇范围内居民建筑总量的92.1%。

### 商业
2019年，拉加尔德境内共有各类实体商铺888家，其中餐厅112家、大型超市8家、杂货店7家、面包房19家、肉铺13家、书店9家、装饰品店14家、银行门店12家、美容美发店39家、汽车维修店75家。市区东北部建有大型开放式商业街区。

### 体育
2019年，拉加尔德境内共有1家游泳池、6间体育馆、1座综合体育场、17处网球场、1处马术场、12处足球或橄榄球场、7处篮球或排球场以及1处高尔夫球场。
截至2021年2月，拉加尔德境内共有2家注册足球俱乐部：拉加尔德博斯克泰讷-布谢体育联盟（U.S. Bosquetaine Bouchet La Garde）和加尔迪亚俱乐部（Gardia Club），2020至2021赛季均参加瓦尔省足球联赛。

### 环境
拉加尔德的环境事务由其所属的公共社区负责。2019年，拉加尔德境内共有1家污染企业。

### 治安
2014年，拉加尔德及附近地区共发生各类案件17,604起，其中盗窃类案件10,044起，经济类案件1,761起，毒品交易类案件1,474起。

## 文化
2019年，拉加尔德境内共有1家剧场、1家电影院和1家博物馆。拉加尔德市政府提供多媒体中心，向公众全年开放。

### 建筑
拉加尔德境内有多处法国国家文物保护单位。

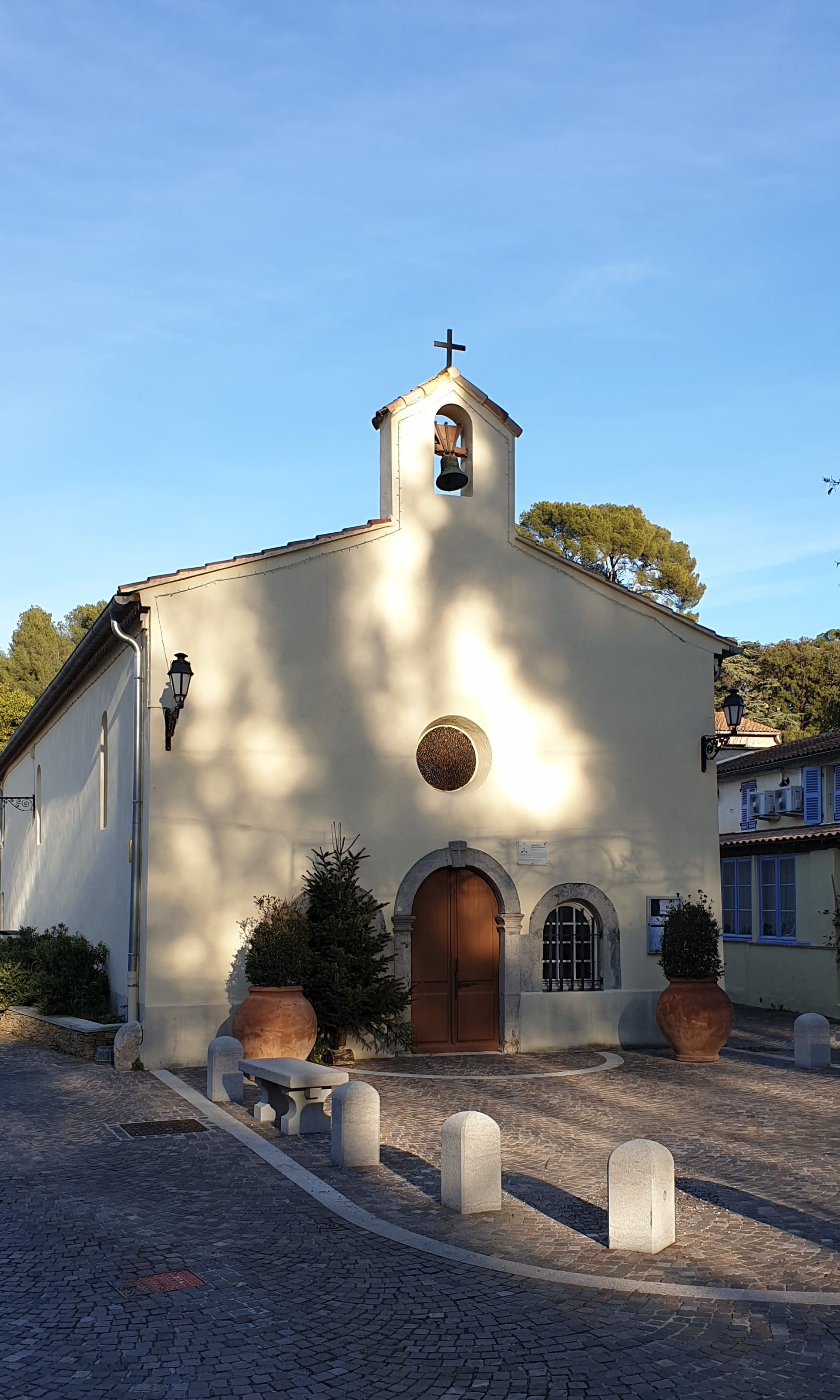
玛格丽特小教堂
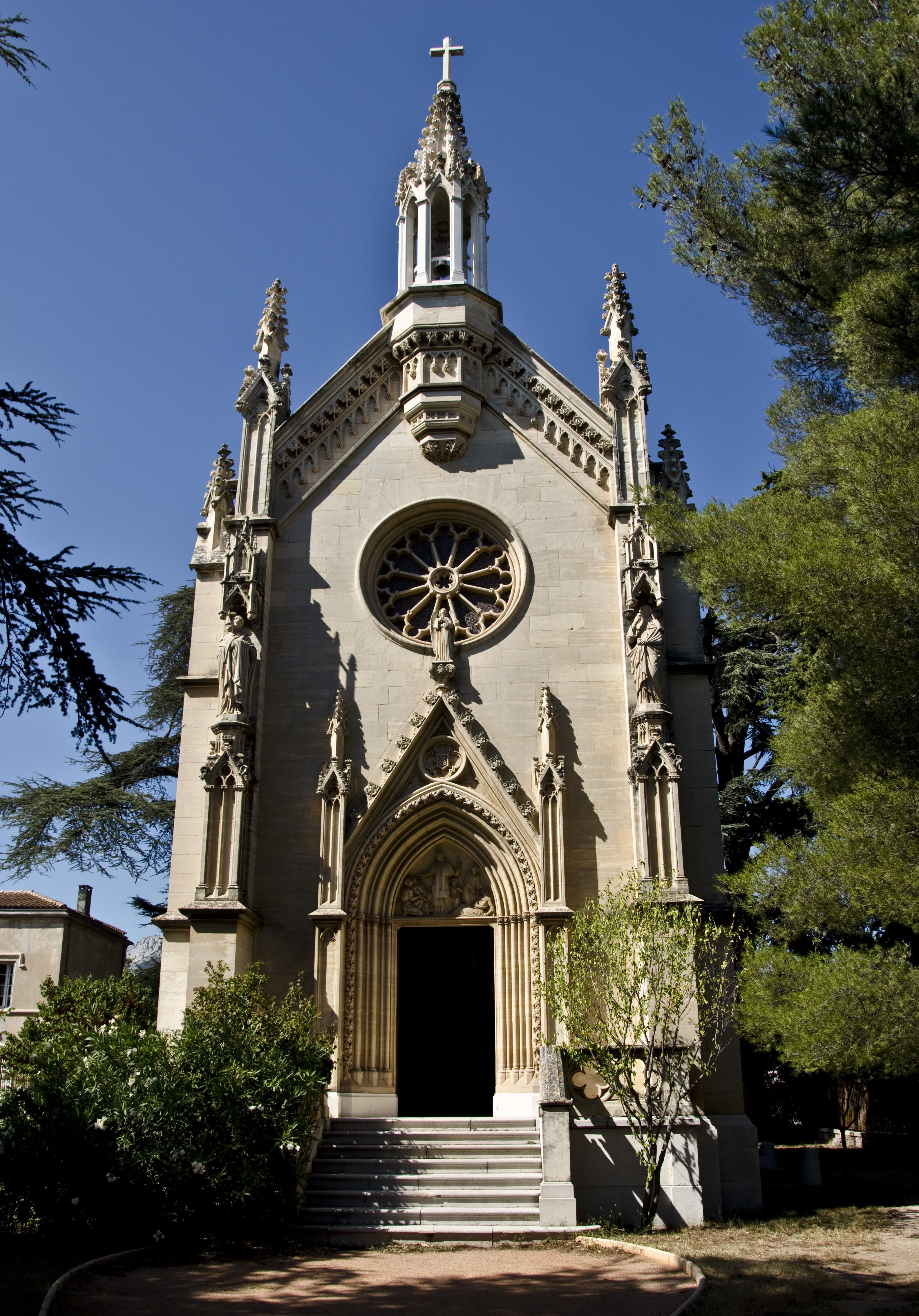
圣夏尔博罗梅小教堂
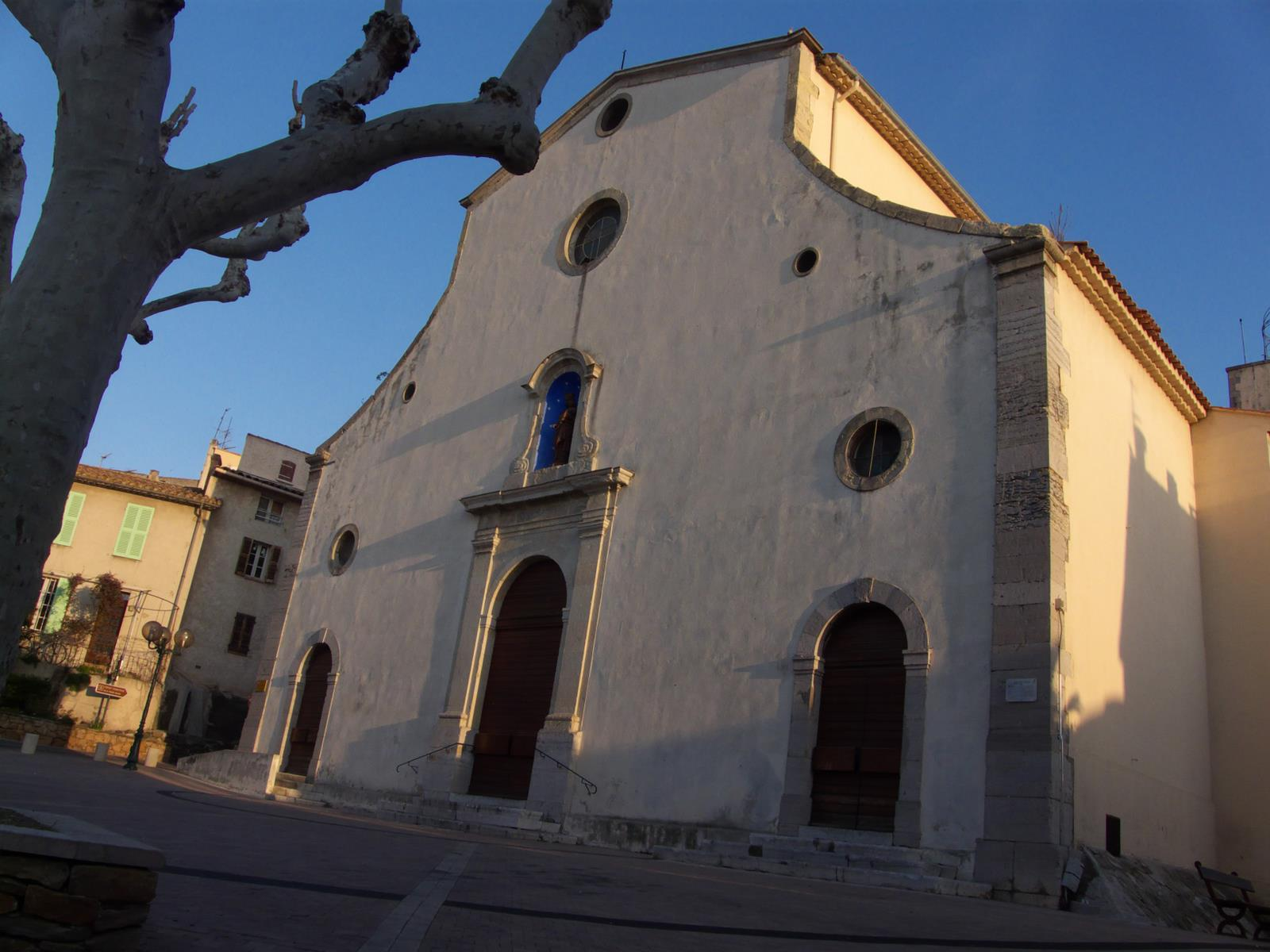
圣母教堂
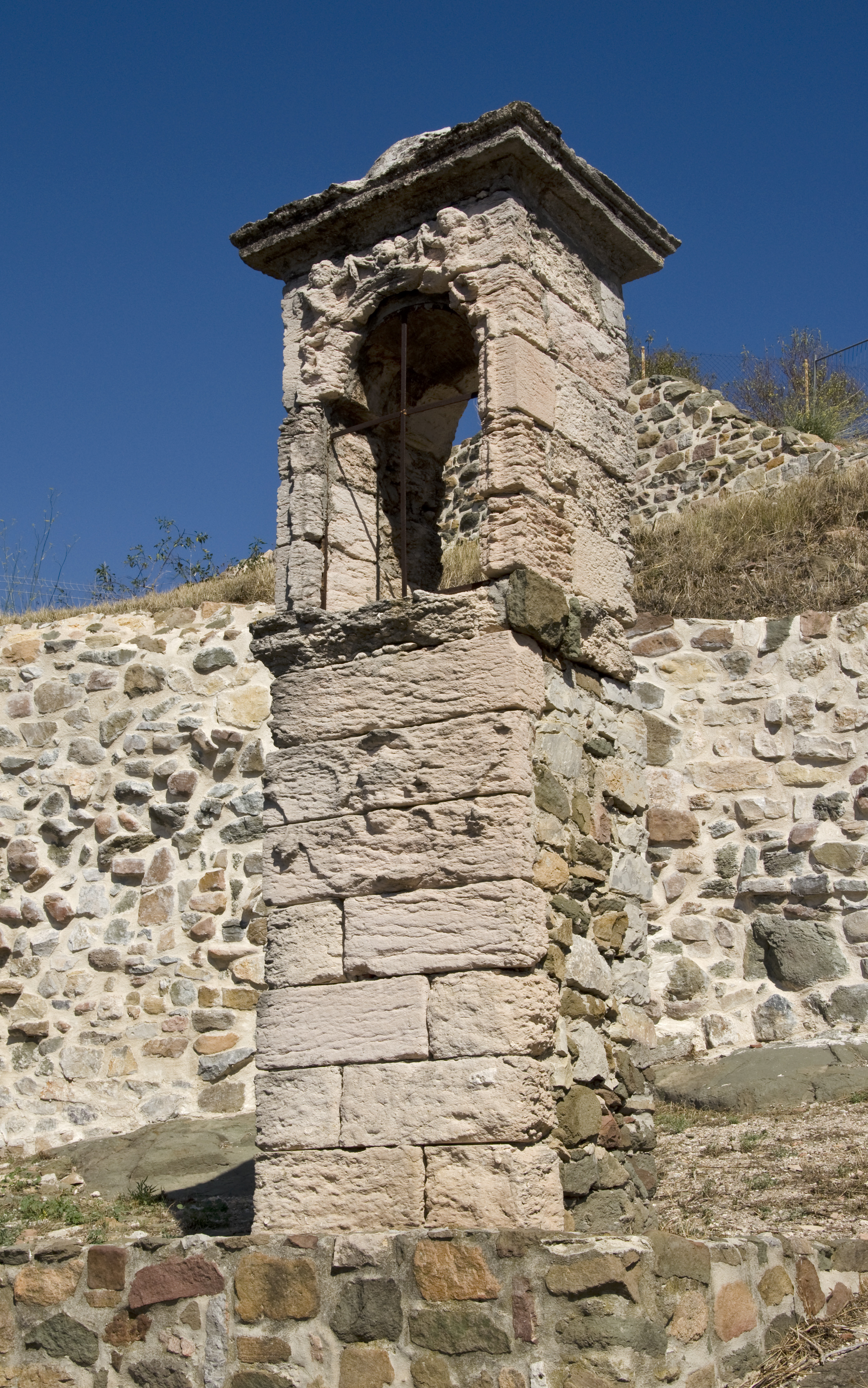
圣莫尔教堂
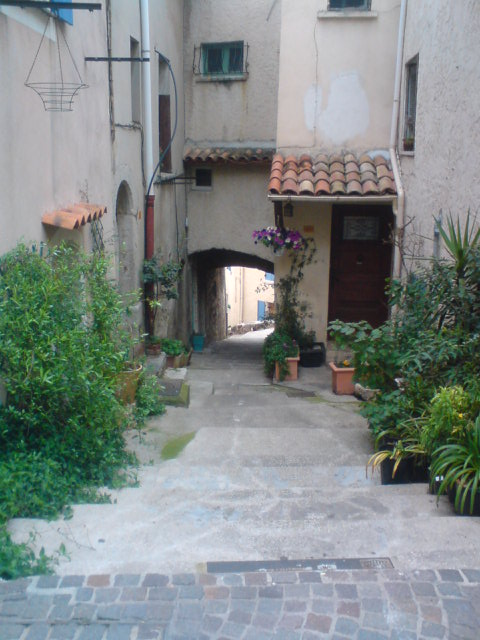
老城街道

### 旅游
拉加尔德的旅游事务由其所属的公共社区负责。2020年，拉加尔德境内共有1家宾馆共计41间房间。

### 媒体
法国主要的媒体均可在拉加尔德接收，法国电视三台下属的普罗旺斯-阿尔卑斯-蓝色海岸大区频道在部分时段播出拉加尔德所属区域的地方新闻。

## 友好城市
截至2021年2月，拉加尔德共与两座城市互为友好城市关系：
- 義大利 蒙特萨尔基奥
- 比利时 斯帕